# Stubaier Wildspitze
La  est une montagne qui s’élève à 3 341 m d’altitude dans les Alpes de Stubai, en Autriche.